# Бекетовский Перекат
Беке́товский Перека́т — микрорайон в составе Советского района города Волгограда. До 2010 года являлся хутором.

## География
Располагается на западном берегу острова Сарпинского.

## История
В справочнике по истории административно-территориальному устройству Волгоградской области первое упоминание хутора относится к 1 апреля 1940 года. На тот момент хутор находился в составе Ново-Ахтубинского сельсовета Краснослободского района Сталинградской области.
13 июня 1941 года за счёт разукрупнения Ново-Ахтубинского сельского Совета был образован Сарпинский сельский Совет, куда вошёл посёлок Бекетовский перевоз. В 1945 году населённый пункт снова упоминается как Бекетовский перекат. В 1952 году — как Бекетовский-Перекат.
1 июля 1955 года Краснослободский район был упразднен, его территория передана в состав Средне-Ахтубинского района.
17 апреля 1958 года Сарпинский сельский Совета Средне-Ахтубинского района был передан в состав Красноармейского района (с 1960 года — Светлоярский район).
30 июля 1980 года Сарпинский сельсовет был передан Дзержинскому району Волгограда. 13 августа 1992 года остров Сарпинский был передан из состава Светлоярского района в состав Волгоградского горсовета.
В марте 2010 года все населённые пункты, входящие в городской округ город-герой Волгоград, административно были включены в состав города Волгограда. Сарпинский сельсовет, подчинённый администрации Красноармейского района Волгограда, был ликвидирован, а входившие в него хутора включены в состав Кировского района

## Население
По данным Всероссийской переписи населения на 9 октября 2002 года в хуторе проживало 87 человек, 93 % из которых отнесли себя к русским.

## Инфраструктура
Пристань на Волге.